# Tu vivras ma fille
Pour plus de détails, voir Fiche technique et Distribution.
Tu vivras ma fille est un téléfilm franco-belge en deux parties, réalisé par Gabriel Aghion et diffusé pour la première fois en Belgique le 4 septembre 2018 sur La Une et, en France, le 17 septembre 2018 sur TF1.
Cette fiction est une coproduction de GMT Productions, TF1 Productions, Be-FILMS et la RTBF (télévision belge).

## Synopsis
Une mère se lance dans la recherche scientifique pour trouver un traitement à son enfant atteint d’une maladie rare, la maladie de Sanfilippo.

## Fiche technique
- Réalisation : Gabriel Aghion
- Scénario : Camille de Castelnau et Ida Techer, d'après l'histoire vraie de Karen Aiach[1]
- Production : GMT Productions, TF1 Productions, Be-FILMS et la RTBF
- Musique : Anne-Sophie Versnaeyen
- Pays de production :  France /  Belgique
- Durée : 2x 52 min
- Dates de diffusion :
  - Belgique : 4 septembre 2018 sur La Une
  - France : 17 septembre 2018 sur TF1

## Distribution
- Cécile Bois : Nathalie
- Arié Elmaleh : Raphaël
- Hugo Becker : Simon
- Lolita Chammah : Cathy
- Jean-Pierre Michaël : Dr Dubreuil
- Jacques Weber : Pr Grezly
- Marina Vlady : Élise
- Julie Victor : Judith
- Stéphanie Pasterkamp : Vanessa
- Salomé Aïach : Salomé
- Chiara Montanari : Bianca 3 ans
- Tess Osscini Boudebesse Bejjani : Bianca 6 ans
- Lola Andreoni : Sophie
- Jean-Claude de Goros : Père de Nathalie
- Éric Naggar : Le chirurgien
- Philippe Vieux : Monsieur Vitré
- Bertrand Usclat : Le pédiatre
- Marie-France Santon : La psychologue
- Jean-Claude Bolle-Reddat : le voisin
- Andrée Damant : la mamie salon de coiffure

## Origine de l'histoire
Le téléfilm est inspiré de l'histoire vraie de Karen Aiach et de sa fille Ornella. Consultante, Karen Aiach abandonne son métier pour trouver une solution thérapeutique pour sauver sa fille. En 2009, elle crée une société de biotechnologie, appelée Lysogene. Une vingtaine de personnes y travaillent sur la thérapie génique,.

## Audience
Le téléfilm a rassemblé 4,28 millions de téléspectateurs, soit 18,7 % pour la première partie. La seconde partie a rassemblé 4,07 millions de téléspectateurs, soit 20,9 % du public.

## Accueil critique
Moustique décrit le téléfilm comme « aussi inspirant que touchant ».